# مارك جونز (لاعب كرة قدم)
مارك جونز (بالإنجليزية: Mark Jones)‏ (4 يناير 1968 في المملكة المتحدة - ) هو لاعب كرة قدم بريطاني في مركز الوسط. لعب مع نادي إكزتر سيتي ونادي والسول ونادي هدنسفورد تاون ونادي هيرفورد.